# ГЕС Höljes
ГЕС Höljes — гідроелектростанція у південній Швеції. Знаходячись перед ГЕС Edsforsen, становить верхній ступінь у каскаді на річці Кларельвен, яка починається в Норвегії та тече переважно в південному напрямку до впадіння в місті Карлстад у найбільше на Скандинавському півострові озеро Венерн.
Для роботи станції річку перекрили комбінованою земляною та кам'яно-накидною греблею висотою 80 метрів та довжиною 400 метрів. Вона утворила водосховище Höljesjön з площею поверхні 18 км2, яке здійснює накопичення ресурсу для роботи всього розташованого нижче за течією каскаду.
Машинний зал станції облаштували зліва від греблі у підземному виконанні. Він обладнаний двома турбінами типу Френсіс загальною потужністю 127,8 МВт, які при напорі у 88 метрів забезпечують виробництво 533 млн кВт-год електроенергії на рік.
Відпрацьована вода повертається в річку по відвідному тунелю довжиною 3,9 км, який переходить у відкритий канал довжиною 1,5 км.
У 2010-х роках в межах програми з підвищення безпеки гідроенергетичних об'єктів на греблі облаштували новий водопропускний шлюз з дренажним каналом, а також розширили наявний нижній водоспуск.